# 桑德克套區
52°32′24″N 68°44′24″E / 52.54000°N 68.74000°E

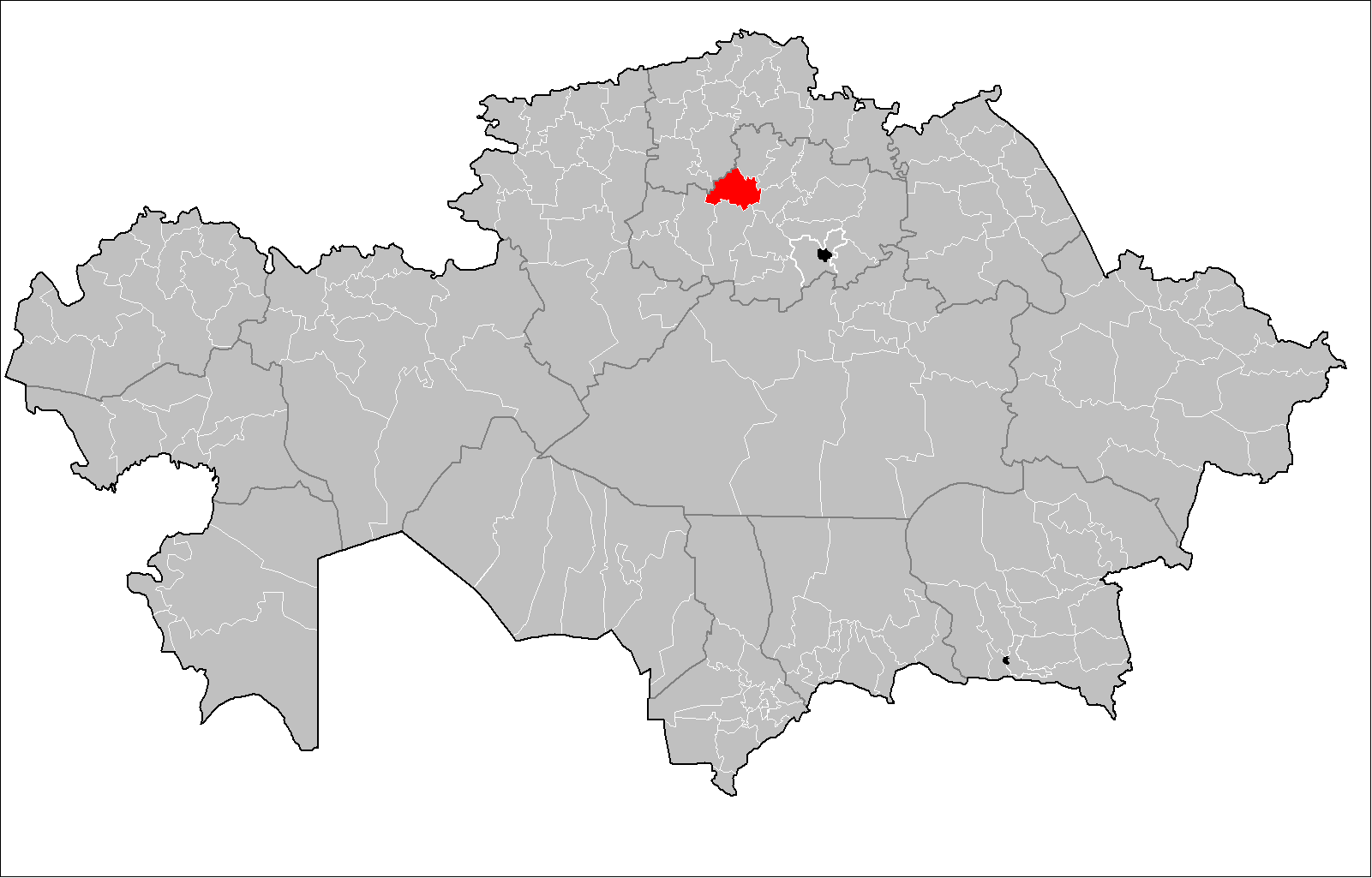

桑德克套區是哈薩克斯坦的行政區，位於該國北部，由阿克莫拉州負責管轄，首府設於巴爾卡希諾，始建於1936年，面積6,400平方公里，2013年人口20,311。